# 建国記念の日

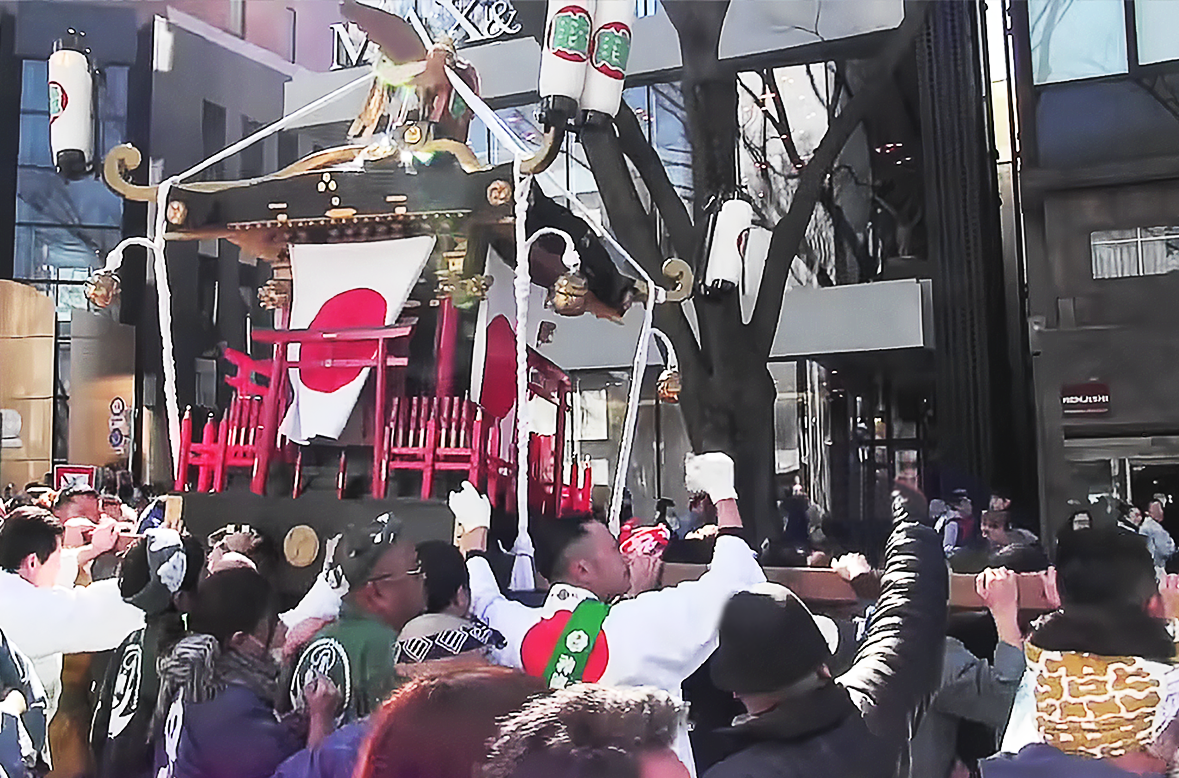
東京の建国記念の日・奉祝神輿（2016年2月11日）

建国記念の日（けんこくきねんのひ）は、日本の国民の祝日の一つ。
国民の祝日に関する法律（祝日法、昭和23年7月20日法律第178号）第2条は、建国記念の日の趣旨について、「建国をしのび、国を愛する心を養う。」と規定している。1966年（昭和41年）の祝日法改正により国民の祝日に加えられ、翌1967年（昭和42年）2月11日（政令により規定）から適用された。

## 制定
世界で「建国記念日」を法律で定めて祝日とする国家は多いが、何をもって建国記念日とするかは、国によって異なる。日本では、建国の日が明確ではないが、建国をしのぶ日として法律に基づき「建国記念の日」が定められた。日付は政令に基づき、日本神話を基に建国日とされていた紀元節（1948年〈昭和23年〉7月、祝日法制定に際し廃止）と同じ2月11日にされた。
2月11日は、神武天皇（日本神話の登場人物であり、古事記や日本書紀で初代天皇とされる）の日本書紀における即位日（辛酉年春正月、庚辰朔、すなわち、旧暦1月1日〈『日本書紀』卷第三、神武紀 「辛酉年春正月 庚辰朔 天皇即帝位於橿原宮」〉）の月日を、明治時代にグレゴリオ暦での具体的な日付として推定したものである。

## 法令上の位置づけ
他の祝日が祝日法に日付を定めているのに対し、本日のみが「政令で定める日」と定められている（経緯は#沿革を参照）。この規定に基づき、佐藤内閣が建国記念の日となる日を定める政令（昭和41年政令第376号）を定め、「建国記念の日は、二月十一日」とした。

## 式典
戦前は宮中三殿において大祭の紀元節祭が行われていた。戦後はGHQの圧力で1948年（昭和23年）に廃止された。ただし、昭和天皇は翌年の2月11日より、宮中三殿において「臨時御拝」として、旬祭と同じ作法で親拝を行った。平成以降は「三殿御拝」に名称が改められ、同様に天皇の親拝が行われている。この日、天皇は橿原神宮に勅使を派遣する。
当日は、各地の神社仏閣（神道神社・仏教寺院）にて「建国祭」などの祭りが執り行われる。
東京で実施される建国祭奉祝行事としては神社本庁も参画する日本の建国を祝う会主催の「建国記念の日・奉祝記念行事（奉祝パレード・奉祝中央式典）」が渋谷区明治神宮周辺で毎年開催されており、神輿渡御や奉納太鼓、マーチングなど「建国祭」の名で親しまれ賑わいを魅せている。また、議員や駐日大使の参列なども行われている。なお、政府主催の式典はない。
旧日本海軍の技術・伝統を継承している海上自衛隊では、基地・一般港湾等に停泊している自衛艦において満艦飾が行われる。

## 沿革

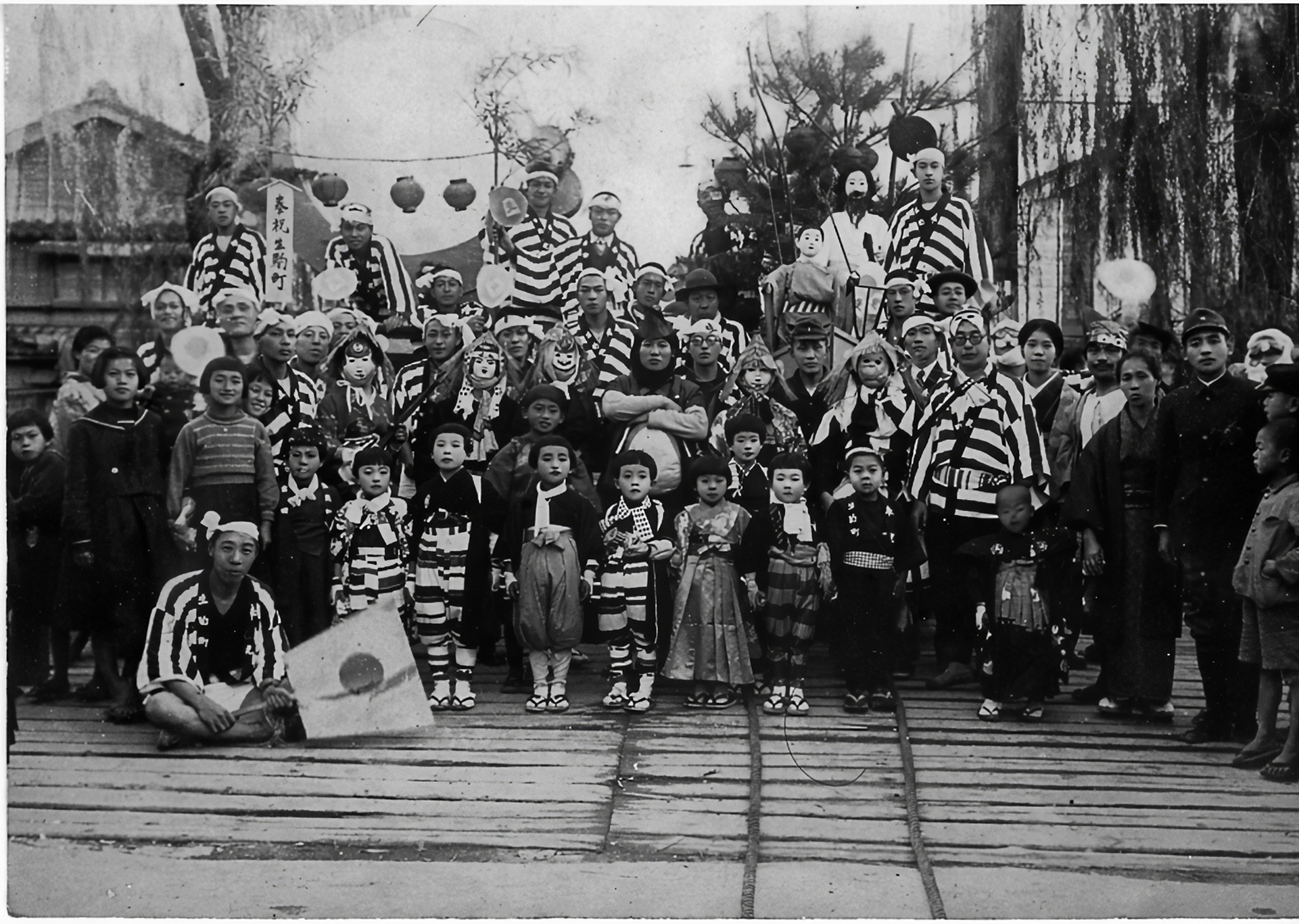
1940年頃の紀元節

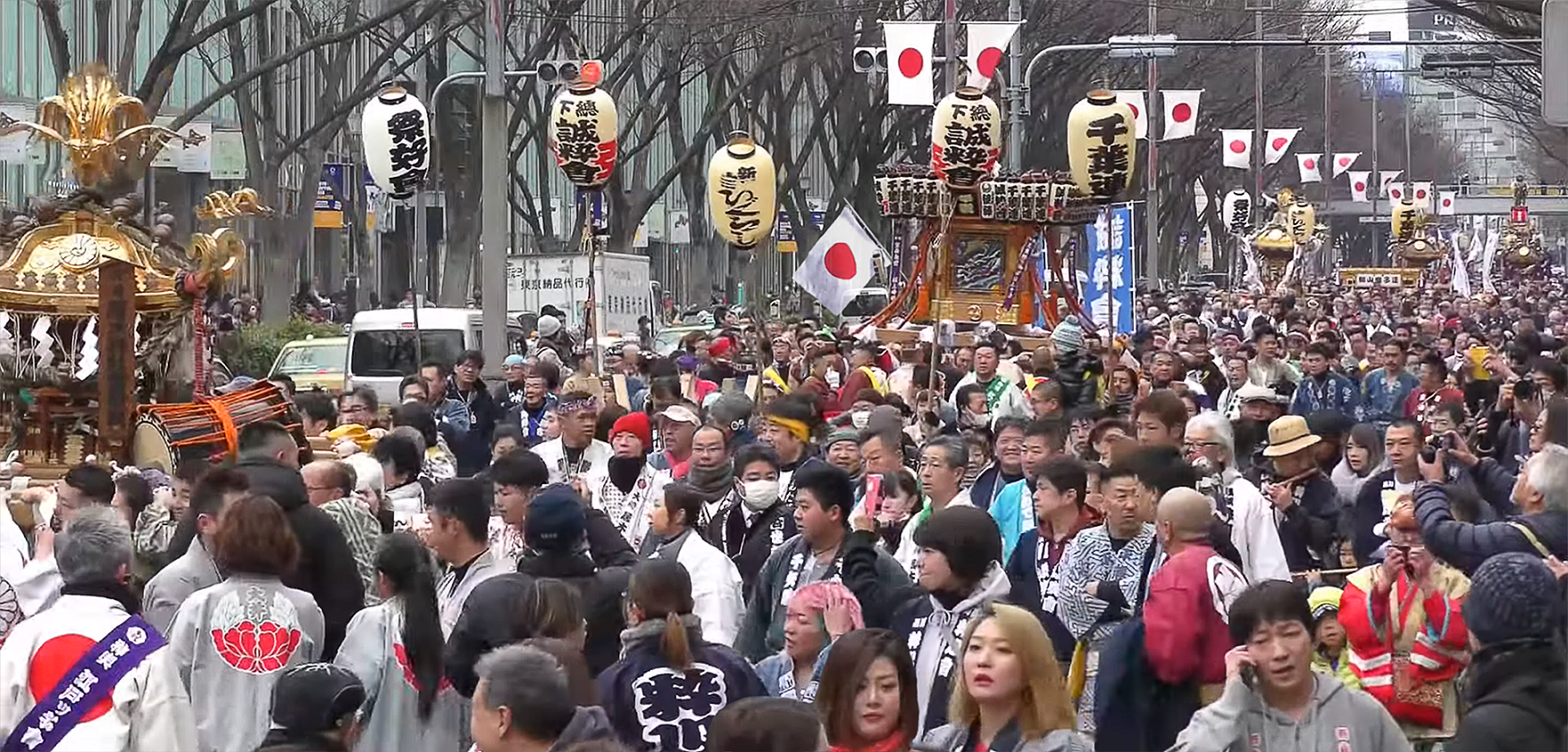
東京で建国記念の日（2019年2月11日）

上述のとおり「建国記念の日」と定められた2月11日は紀元節と同日である。この祝祭日は、1948年（昭和23年）に制定された国民の祝日に関する法律附則2項で、「休日ニ關スル件」（昭和2年勅令第25号）が廃止された。

### 国会での審議
紀元節復活に向けた動きは、1951年（昭和26年）頃から見られ、1957年（昭和32年）2月13日には、自由民主党の衆議院議員らによる議員立法として「建国記念日」制定に関する法案が提出された。しかし、当時野党第1党の日本社会党が保守政党の反動的行為であるとして反対した為、衆議院では可決されたものの、参議院では審議未了廃案となった。
その後、「建国記念日」の設置を定める法案は、9回の提出と廃案を繰り返すも成立には至らなかった。1963年（昭和38年）6月20日には、衆議院内閣委員会において、委員長永山忠則が法案の採決を行ったが、これに抵抗した社会党議員らに暴力を受け（体当たりされ）、入院するという一幕もあった。
具体的に何月何日を記念日とするかについても、議論があった。日本社会党は日本国憲法が施行された5月3日（憲法記念日）、公明党（旧・公明政治連盟）設立者、創価学会会長の池田大作はサンフランシスコ講和条約が発効した4月28日をそれぞれ提案した。民社党は聖徳太子が十七条憲法を制定したとされる4月3日を主張し、朝日新聞も社説で同じ日付を提案した。
結局、名称に「の」を挿入した「建国記念『の』日」として“建国されたという事象そのものを記念する日”であるとも解釈できるようにし、具体的な日付の決定に当たっては各界の有識者から組織される審議会に諮問するなどの修正を行い、社会党も妥協。1966年（昭和41年）6月25日、「建国記念の日」を定める祝日法改正案は成立した。
同改正法では、「建国記念の日 政令で定める日 建国をしのび、国を愛する心を養う。」と定め、同附則3項は「内閣総理大臣は、改正後の第2条に規定する建国記念の日となる日を定める政令の制定の立案をしようとするときは、建国記念日審議会に諮問し、その答申を尊重してしなければならない。」と定めた。当の「建国記念日審議会」は、学識経験者等からなり、総理府に設置された。約半年の審議を経て、委員9人中7人の賛成により、「建国記念の日」の日付を「2月11日」とする答申が1966年（昭和41年）12月9日に提出された。同日、佐藤内閣は「建国記念の日は、二月十一日とする。」とした「建国記念の日となる日を定める政令」（昭和41年政令第376号）を定めて公布し、即日施行した。

### 建国記念日制定運動
建国記念の日制定に至る活動で神社本庁が1955年に紀元節奉祝国民大会運営委員会を設立するなど、主要な役割を果たした。さらに日本郷友連盟、日本遺族会、生長の家など保守系団体が加わり、建国記念の日制定を求める世論形成に寄与した。
サンフランシスコ講和条約が成った1951年前後から神道界、保守系・右翼系の人物や団体が「紀元節復活運動」を始めた。神社界をはじめとする諸団体が「紀元節奉祝会」を結成（事務局は神社本庁）し、全国的に活動した。1954年に神社本庁は紀元節祭を行い、傘下の神社に2月11日を紀元節という名前で祝うよう通達した。生長の家の谷口雅春が1955年（昭和30年）に「日本建国の理想の復活」を謳って以後、生長の家信者は紀元節の復活を求める運動をした（谷口にとって、建国記念の日制定は明治憲法復活と日本国憲法廃止のための第一歩であった）。これに対し、野党、民主団体、労働組合、キリスト教者、歴史学者などが紀元節復活反対を表明した。

## 建国記念日審議会
- 総理府の附属機関として1966年（昭和41年）7月11日発足、同年12月15日限り廃止（委員定数10人以内）。
- 同年7月28日から12月8日まで計9回の会議を開催し、12月9日付けで内閣総理大臣宛て「二月十一日」とする答申（個別意見付記）。
- 第5回会議は「建国記念の日に関する公聴会」として同年10月24日、仙台、東京、大阪、広島で同時開催（委員2人ずつ参加）。
- 佐藤栄作内閣総理大臣（当時、第1次佐藤第3次改造内閣）からの諮問に対する答申（昭和41年12月28日付け官報資料版No.453掲載）には、会長・会長代理の職に関係なく委員が五十音順で個別意見を記載。

### 委員
- 菅原通濟（会長。全回出席。2月11日）
- 吉村正（会長代理。全回出席。2月11日）
- 阿部源一（第5回会議のみ欠席。祝日化は望ましくない。強いて挙げるなら1月1日が無難）
- 大宅壯一（第2回会議のみ出席。最終の第9回会議直前に辞任のため答申に個別意見記載なし）
- 奥田東（全回出席。立春の日。人間社会でなく国土に重きをおくべき）
- 桶谷繁雄（第1回会議のみ欠席。2月11日）
- 榊原仟（全回出席。2月11日）
- 田邊繁子（第6回会議のみ欠席。2月11日）
- 舟橋聖一（全回出席。2月11日。政府の行事としないことが条件）
- 松下正壽（第1・2・6回会議のみ欠席。2月11日）

### 建国記念の日に関する世論調査
- 建国記念日審議会の依頼により内閣総理大臣官房広報室が実施。昭和41年11月30日付け官報資料版No.449掲載
- 各党案（自民党：2月11日、社会党：5月3日、公明党：4月28日、民社党：4月3日）等を選択肢に加える。
- 同年9月29日から10月6日まで全国の20歳以上の男女1万人を対象（有効回収票:8,700人）、社団法人中央調査社の調査員による面接聴取。
- 同年11月4日の第6回会議に報告。

1. 2月11日 - もとの紀元節の日：47.4% (4,124人)
2. いつでもよい：12.1% (1,053人)
3. 5月3日 - 1948年（昭和23年）5月3日：日本国憲法施行の日 - 憲法記念日：10.4% (909人)
4. わからない：7.5% (651人)
5. 4月3日 - 聖徳太子の十七条憲法発布の日：推古天皇12年4月3日（ユリウス暦604年5月6日）：6.1% (529人)
6. 4月28日 - 1952年（昭和27年）4月28日：サンフランシスコ講和条約発効の日：5.8% (507人)
7. 特定の日ではなく、季節、月などを回答した者（春、秋、4月、9月など）：3.1% (271人)
8. 質問の趣旨にそわない回答をした者（「（政府が）建国記念の日を（国民の祝日として）設けることに反対」など）：2.1% (186人)
9. 8月15日：2.1% (183)
10. その他の日（旧正月、4月1日、11月3日、その他）：1.4% (124)
11. 元日：1.3% (109)
12. 立春の日：0.5% (43)
13. もとの元始祭の日：0.1% (11)